# مادران مخالف رانندگی در حالت مستی

لوگوی سازمان

مادران مخالف رانندگی در حالت مستی (به انگلیسی : Mothers Against Drunk Driving)(به اختصار : madd) یک سازمان ناسودبر است که هدف از ایجاد آن مقابله با رانندگی در حالت مستی (متأثر از نوشیدن مشروبات الکلی) است و خواهان در پیش‌گیری سیاست‌های سخت‌گیرانه تر در قبال این رفتار است.
مقر این سازمان در ایروینگ، تگزاس می‌باشد که در سال ۱۹۸۰ به وسیله کندی لایتنر پایه‌گذاری شده‌است. او این سازمان را پس از کشته شدن دختر ۱۳ ساله‌اش به وسیله یک راننده مست به نام کلارنس بوش ۴۶ ساله که کارگر یک کارخانه کنسروسازی بوده‌است ایجاد کرد.

## برخی اهداف
- آموزش در زمینه خطرات ناشی از مصرف مشروبات الکلی
- کمک به قربانیان این حوادث
- حفظ حداقل سن قانونی ۲۱ سال در نوشیدن مشروبات الکلی